# 梁鏞
梁鏞（1440年—？），字克宣，山東東昌府高唐州人，明朝政治人物。進士出身。

## 生平
山東鄉試第九名。成化二年（1466年）丙戌科會試第二百五十六名，殿試登進士第三甲第一百九十名。

## 家族
曾祖梁賓道，曾任巡檢。祖父梁宗德，曾任主簿。父亲梁珩。